# (18556) Battiato
(18556) Battiato  es un asteroide perteneciente al cinturón de asteroides, descubierto el 7 de febrero de 1997 por Piero Sicoli y Francesco Manca desde el Observatorio Astronómico Sormano, en Italia.

## Designación y nombre
Battiato se designó inicialmente como 1997 CC7.
Más adelante fue nombrado en honor al cantante italiano Franco Battiato (1945-2021).

## Características orbitales
Battiato orbita a una distancia media del Sol de 3,0561 ua, pudiendo acercarse hasta 3,0031 ua y alejarse hasta 3,1090 ua. Tiene una excentricidad de 0,0173 y una inclinación orbital de 10,1300° grados. Emplea en completar una órbita alrededor del Sol 1951 días.

## Características físicas
Su magnitud absoluta es 13,7. Tiene 6,234 km de diámetro. Su albedo se estima en 0,181.